# Laissez-passer

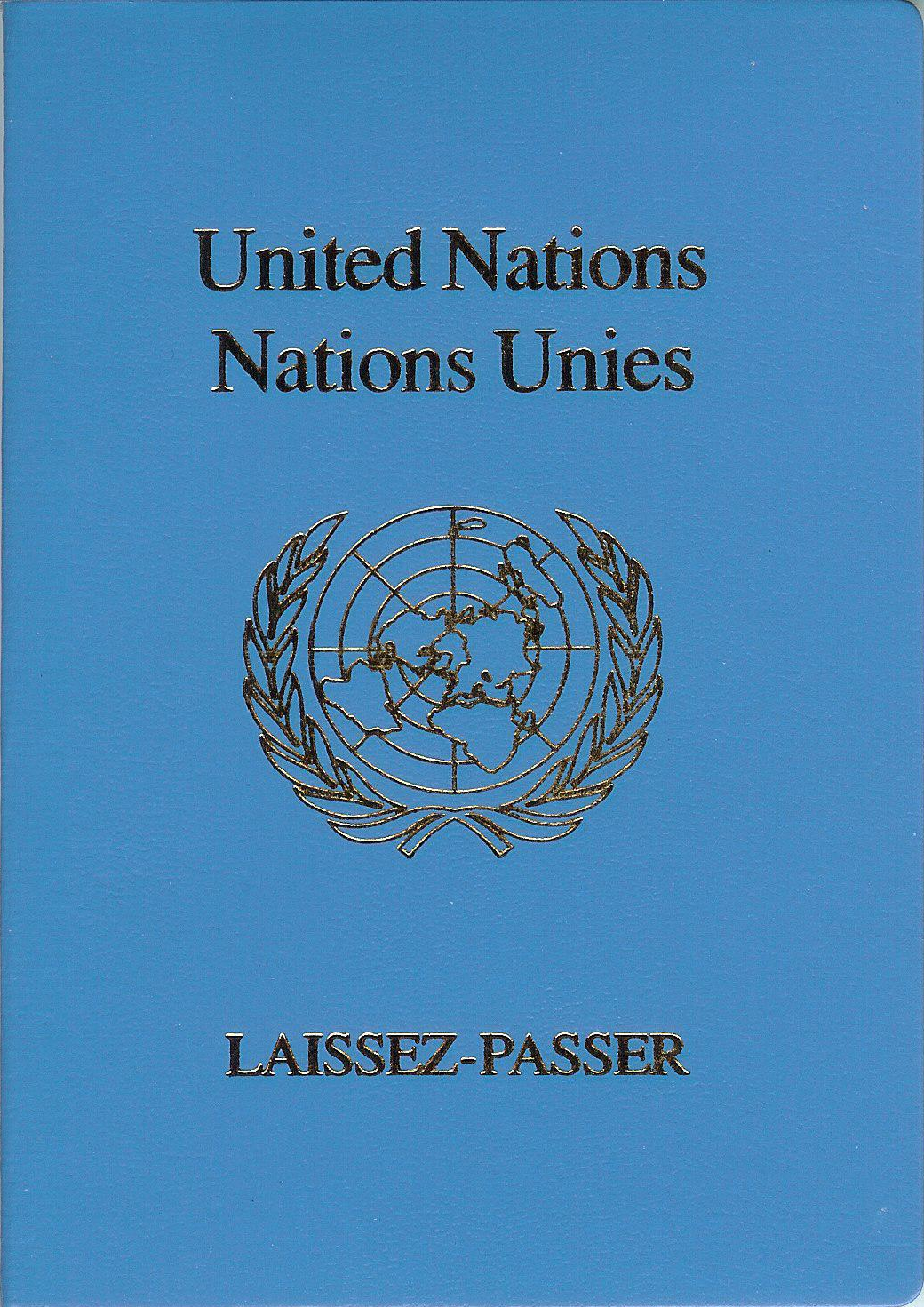
Laissez-passer das Nações Unidas

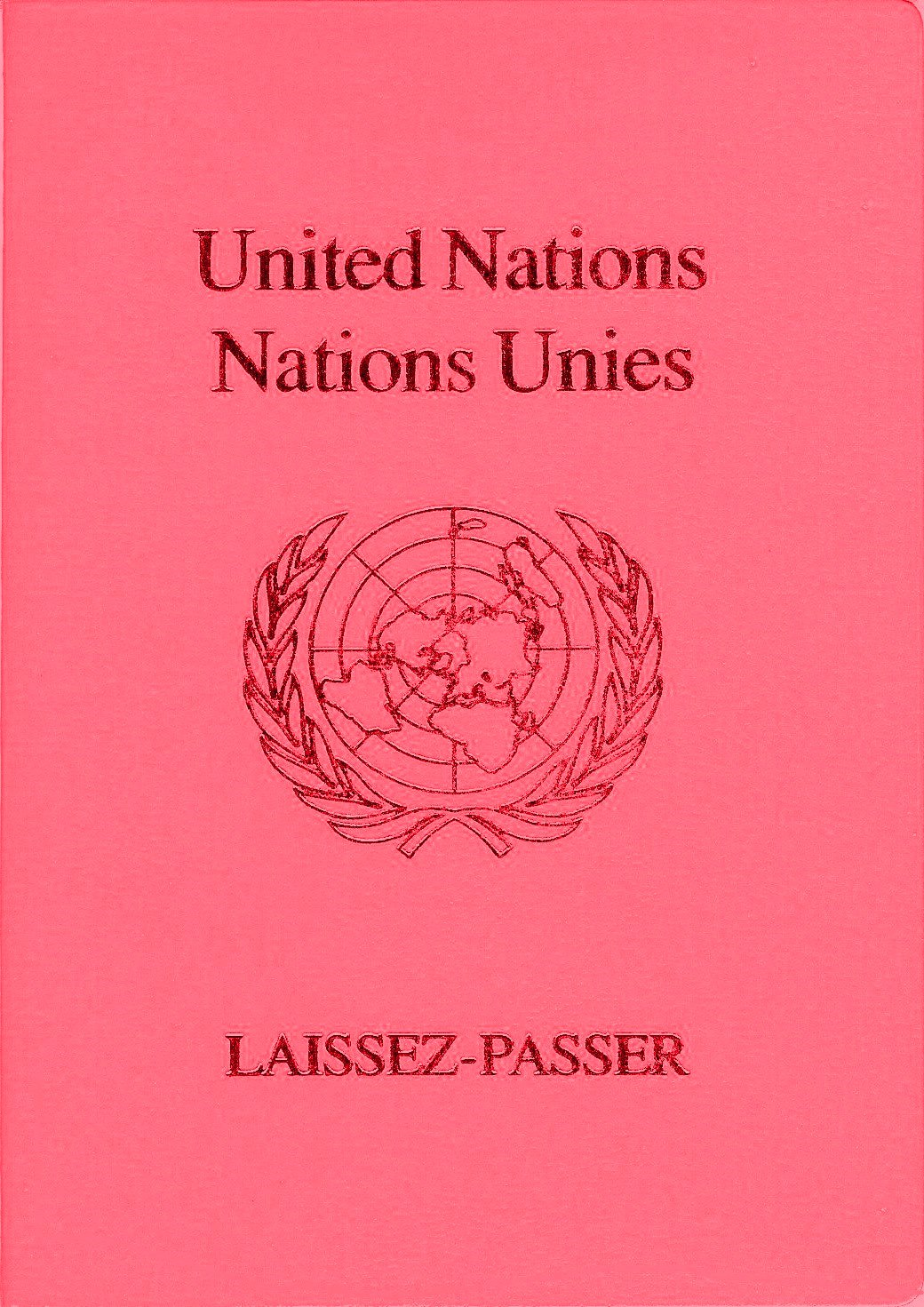
Laissez-passer diplomático das Nações Unidas

Laissez-passer (expressão francesa que significa "deixai passar") é um documento de viagem expedido pelo governo de um Estado ou por uma organização internacional. Quando emitido por governos nacionais, o laissez-passer é normalmente usado para viagens de ida para o país expedidor, não sendo válido para outros trechos, substituindo para essa finalidade o passaporte, quando, por alguma razão, é impossível obtê-lo ou quando o passaporte não é aceito pelas autoridades do país de destino.
Os governos de alguns países emitem laissez-passer como passaporte de emergência para os próprios nacionais desses países, enquanto outros governos emitem-no também para os apátridas.

## No Brasil
No Brasil, anteriormente a Lei n° 6.815, de 1980 (Estatuto do Estrangeiro), definia em seu artigo 55 as regras para concessão de passaportes para estrangeiros. Essa lei foi revogada e substituída pela Lei nº 13.445, de 24 de maio de 2017.

## Galeria delaissez-passer

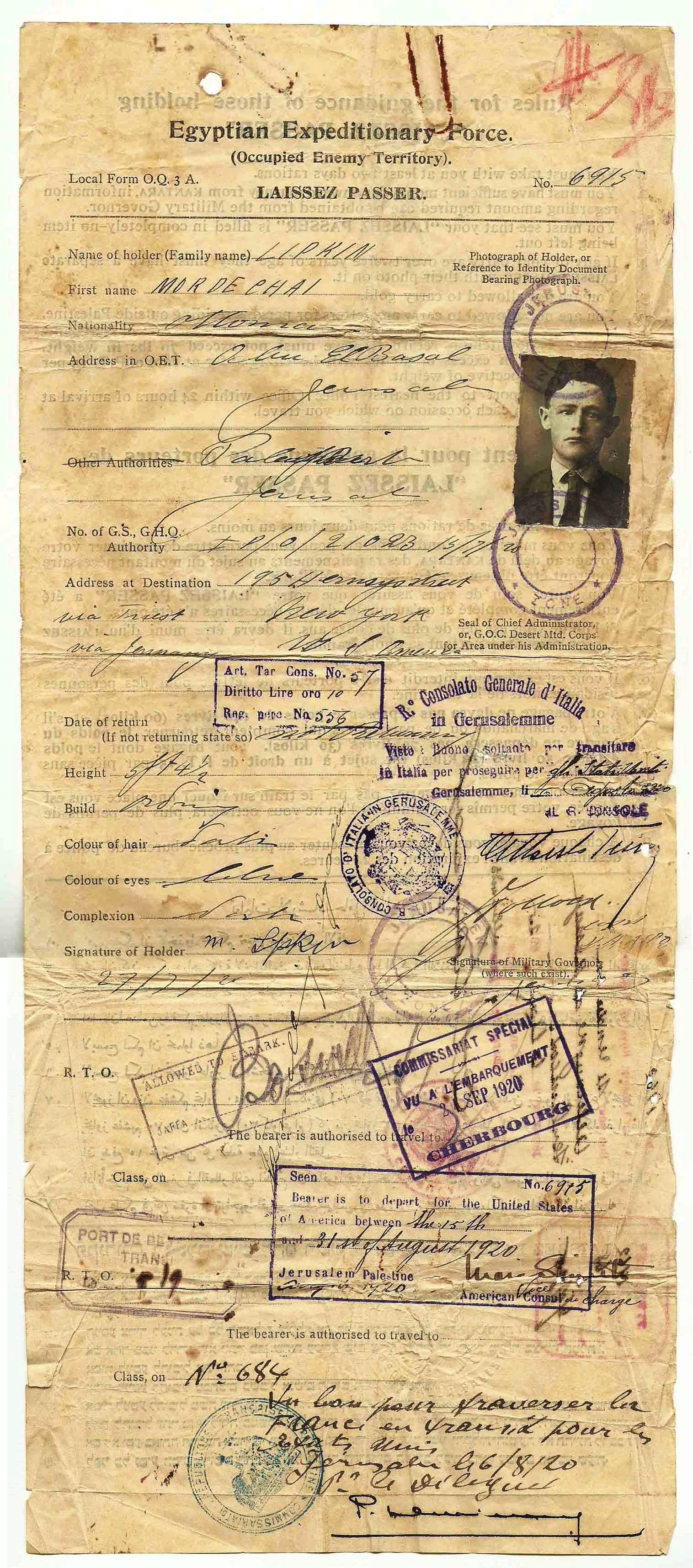
Laissez-passer emitido no Mandato Britânico da Palestina em 1920
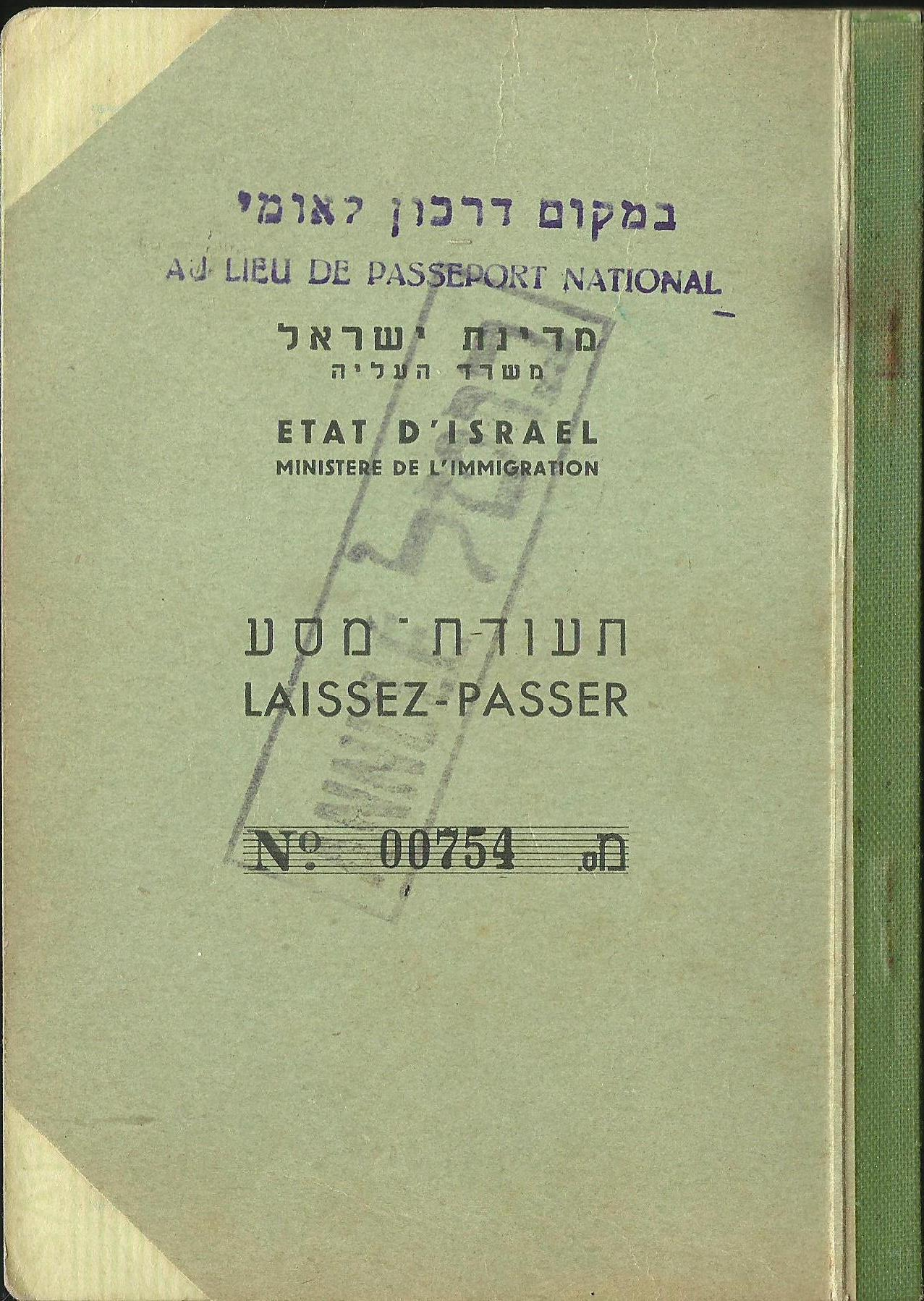
Laissez-passer israelense de 1948
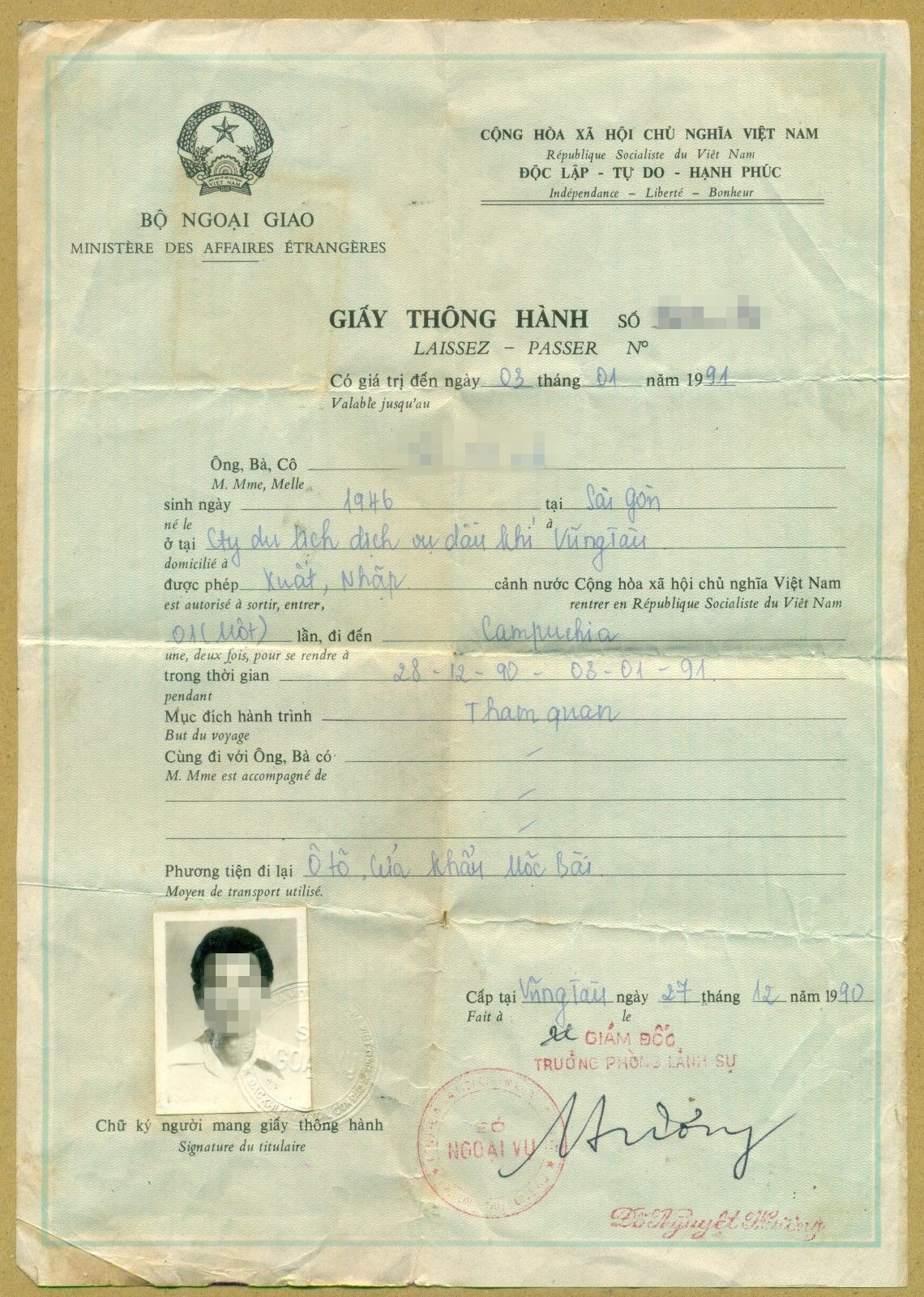
Laissez-passer vietnamita emitido em 1990
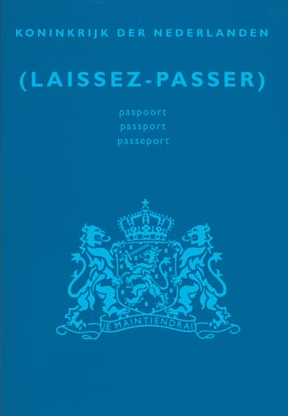
Laissez-passer emitido pelos Países Baixos